# جامعة بون
جامعة بون هي جامعة بحثية عامة مقرها مدينة بون الألمانية. أُسِّسَت بشكلها الحالي سنة 1818، كامتداد لمؤسسات أكاديمية أقدم. وهي اليوم واحدة من الجامعات الرائدة في ألمانيا.
تمنح جامعة بون عددًا كبيرًا من الدرجات العلمية في المرحلة الجامعية الأولى ومرحلة الدراسات العليا في عدد كبير من التخصصات، ويدرس بها حوالي 31 ألف طالب، ويعمل بها 525 أستاذًا. وتحتوي مكتبتها على أكثر من مليوني مجلد.

## التاريخ

### التأسيس
كان سلف الجامعة هو أكاديمية كركولنيش بون (بالإنجليزية: 'Academy of the Prince-elector of Cologne') التي تأسست في عام 1777 على يد ماكسيمليان فريدريش من كونيغسيغ-روثنفيلس (الذي كان أيضًا أحد أول أرباب العمل لبيتهوفن)، أمير انتخاب كولونيا. في روح التنوير، كانت الأكاديمية الجديدة غير طائفية. كانت الأكاديمية تضم مدارس في اللاهوت والقانون والصيدلة والدراسات العامة. في عام 1784 منح الإمبراطور جوزيف الثاني الأكاديمية الحق في منح الدرجات الأكاديمية (الليسانس والدكتوراه)، مما حول الأكاديمية إلى جامعة. تم إغلاق الأكاديمية في عام 1798 بعد أن احتلت فرنسا الضفة اليسرى من نهر الراين خلال حروب الثورة الفرنسية.
أصبح الراين جزءًا من بروسيا في عام 1815 نتيجة لمؤتمر فيينا. ثم أصدر الملك فريدريك وليم الثالث من بروسيا مرسومًا بإنشاء جامعة جديدة في المقاطعة الجديدة في 18 أكتوبر 1818. في هذا الوقت، لم تكن هناك جامعة في منطقة الراين، حيث تم إغلاق جميع الجامعات الثلاث التي كانت موجودة حتى نهاية القرن الثامن عشر نتيجة للاحتلال الفرنسي. وكانت أكاديمية كركولنيش بون واحدة من هذه الجامعات الثلاث. أما الجامعتان الأخريان فكانتا الجامعة الكاثوليكية الرومانية في كولونيا والجامعة البروتستانتية في دويسبورغ.

### بعد الحرب وحتى اليوم
تم إعادة افتتاح الجامعة في 17 نوفمبر 1945 كواحدة من أولى الجامعات في منطقة الاحتلال البريطاني. وكان أول رئيس للجامعة هو هاينريش ماتيا كوينين، الذي تم طرده من الجامعة في عام 1934 بسبب معارضته للنازية. في بداية الفصل الدراسي الأول في 17 نوفمبر 1945، كان لدى الجامعة أكثر من 10,000 متقدم لعدد 2,500 مقعد فقط.
شهدت الجامعة توسعًا كبيرًا في فترة ما بعد الحرب، وخاصة في الستينيات والسبعينيات. ومن الأحداث البارزة في فترة ما بعد الحرب كانت نقل المستشفى الجامعي من وسط المدينة إلى فينوسبرغ في عام 1949، وافتتاح مكتبة الجامعة الجديدة في عام 1960، وافتتاح مبنى جديد، "اليوري ديكوم"، لكلية الحقوق والاقتصاد في عام 1967.
في عام 1980، تم دمج جامعة بيداغوجية بون في جامعة بون، على الرغم من أنه تم إغلاق جميع برامج تعليم المعلمين في عام 2007. في عام 1983 تم افتتاح المكتبة العلمية الجديدة. في عام 1989 حصل ولفغانغ بول على جائزة نوبل في الفيزياء. وبعد ثلاث سنوات، حصل رينهارد سيلتن على جائزة نوبل في الاقتصاد. أسفر قرار الحكومة الألمانية بنقل العاصمة من بون إلى برلين بعد إعادة التوحيد في 1991 عن تعويضات سخية لمدينة بون. شملت حزمة التعويضات ثلاثة معاهد بحثية جديدة مرتبطة بالجامعة أو تتعاون معها عن كثب، مما عزز بشكل كبير ملف البحث في جامعة بون.
في العقد الأول من القرن الواحد والعشرين، نفذت الجامعة عملية بولونيا واستبدلت برامج الدبلوم والمغسترو التقليدية ببرامج بكاليريوس وماجستير. واكتملت هذه العملية بحلول عام 2007.

## من مشاهير الخريجين والأساتذة
تخرج في جامعة بون أو عمل بها 7 من حائزي جائزة نوبل واثنان من حائزي ميدالية فيلدز و12 من الفائزين بجائزة غوتفريد فيلهيلم لايبنتز، إلى جانب الأمير ألبرت (زوج الملكة فيكتوريا) والبابا بندكت السادس عشر والقيصر فريدرش الثالث وكارل ماركس وهاينرش هاينه وفريدريش نيتشه وكونراد أديناور وجوزيف شومبيتر أزفلد كولبه.

## مكانة الجامعة
كانت جامعة بون واحدة من أفضل مئة جامعة في العالم في تصنيف التايمز للتعليم العالي أعوام 2010 و2011 و2013 و 2015 و 2016 و 2019.

## وصلات خارجية
- الموقع الرسمي
- مكتبة الجامعة نسخة محفوظة 3 فبراير 2017 على موقع واي باك مشين.
- اللجنة التنفيذية لاتحاد الطلاب (AStA)
- برلمان الطلاب